# 亚洲松田鼠属
亚洲松田鼠属（学名：Neodon）是啮齿目仓鼠科的一属。

## 分类调整
本属是美国动物学家托马斯·霍斯菲尔德（Thomas Horsfield）于1847年以锡金松田鼠（Neodon sikimensi）作为模式种建立，1896年另一位美国动物学家格里特·史密斯·米勒认为锡金松田鼠与普通田鼠（Microtus arvalis）差别不大，因此把本属视为田鼠属（Microtus）的同物异名。之后有学者认为是田鼠属的一个亚属，也有人认为是松田鼠属（Pitymys）的亚属。分子系统学研究结果显示，本属为一个独立的进化枝，确认为独立属。

## 物种
本属目前确认有以下5种：
本属包括以下物种：
- Neodon bershulaensis [3]
- Neodon bomiensis [3]
- Neodon chayuensis [3]
- Neodon clarkei (Hinton)
- 云南松田鼠 Neodon forresti Hinton, 1923
- 青海松田鼠 Neodon fuscus (Büchner, 1889)
- 松田鼠 Neodon irene (Thomas, 1911)，高原松田鼠
- 白尾松田鼠 Neodon leucurus (Blyth, 1863)
- Neodon liaoruii [3]
- 林芝松田鼠 Neodon linzhiensis Liu, Sun, Liu, Wang, Guo & Murphy, 2012
- Neodon namchabarwaensis [3]
- Neodon shergylaensis [3]
- 锡金松田鼠 Neodon sikimensis Hodgson, 1849